# Alex Jones (rink hockey)
Pour les articles homonymes, voir Alex Jones (homonymie) et Jones.
Alex Jones est un joueur international anglais de rink hockey. Il évolue, en 2015, au sein du Soham.

## Palmarès
En 2015, il participe au championnat du monde de rink hockey en France.